# Intercambiador Uwajimabettō
El Intercambiador Uwajimabetto (宇和島別当インターチェンジ Uwajimabettō-intāchenji?) es un intercambiador de la Ruta Uwajima que se encuentra en el distrito Sakashizu (坂下津?) de la Ciudad de Uwajima de la Prefectura de Ehime. 

## Características
Es un intercambiador parcial que sólo permite entrar para dirigirse hacia el Intercambiador Uwajimakita. Para dirigirse hacia el Intercambiador Uwajimaminami se debe utilizar el Intercambiador Uwajimasakashizu, ubicado más al norte.

## Alrededores del intercambiador
- Jinja de Mishima (三島神社 Mishima-jinja?)

## Intercambiador anterior y posterior
- Ruta Uwajima

Intercambiador Uwajimasakashizu << Intercambiador Uwajimabetto >> Intercambiador Uwajimaminami